# Seznam výzbroje filipínské armády
Seznam výzbroje filipínské armády uvádí přehled vybavení filipínské armády.

## Pěchotní zbraně
| Název                          | Fotografie | Původ                | Určení                  | Verze                                 | Poznámky                                                                 |
| Pistole                        | Pistole    | Pistole              | Pistole                 | Pistole                               |                                                                          |
| ------------------------------ | ---------- | -------------------- | ----------------------- | ------------------------------------- | ------------------------------------------------------------------------ |
| Beretta 92                     |            | Itálie               | poloautomatická pistole |                                       |                                                                          |
| M1911                          |            | USA                  | poloautomatická pistole | M1911A1                               | standardní pistole                                                       |
| Glock 17                       |            | Rakousko             | poloautomatická pistole |                                       |                                                                          |
| Útočné pušky                   |            |                      |                         |                                       |                                                                          |
| Remington R4                   |            | USA                  | útočná puška            | R4A3                                  | standardní útočná puška                                                  |
| M16                            |            | USA                  | útočná puška            |                                       | bývalá standardní útočná puška, dnes nahrazována zbraní Remington R4     |
| M4                             |            | USA                  | útočná puška            |                                       | ve výzbroji speciálních sil                                              |
| Taurus T4                      |            | Brazílie             | útočná puška            |                                       | ve službě se nachází přes 13 000 kusů této zbraně                        |
| HK416                          |            | Německo              | útočná puška            |                                       |                                                                          |
| Steyr AUG                      |            | Rakousko             | útočná puška            | F88 Austeyr                           | ve výzbroji speciálních sil                                              |
| AKM                            |            | Rusko                | útočná puška            |                                       | ve výzbroji speciálních sil                                              |
| AR-M1                          |            | Bulharsko            | útočná puška            | AR-M52F                               | ve výzbroji speciálních sil                                              |
| Samopaly                       |            |                      |                         |                                       |                                                                          |
| Heckler & Koch MP5             |            | Německo              | samopal                 | MP5A3 MP5A5                           |                                                                          |
| Uzi                            |            | Izrael               | samopal                 |                                       | ve výzbroji vojenské policie                                             |
| Odstřelovací pušky             |            |                      |                         |                                       |                                                                          |
| M21                            |            | USA                  | odstřelovací puška      |                                       |                                                                          |
| M24                            |            | USA                  | odstřelovací puška      | M24A1                                 |                                                                          |
| Barrett M82                    |            | USA                  | velkorážní puška        | M82A1                                 |                                                                          |
| Samonabíjecí pušky a karabiny  |            |                      |                         |                                       |                                                                          |
| M14                            |            | USA                  | bitevní puška           |                                       | používána k výcviku, menší množství jako puška pro přesnou střelbu       |
| M1 Garand                      |            | USA                  | samonabíjecí puška      | M1C/M1D                               | ceremoniální zbraň                                                       |
| Karabina M1                    |            | USA                  | samonabíjecí karabina   |                                       | ve skladištích, část ve výzbroji teritoriálních jednotek domobrany CAFGU |
| Kulomety                       |            |                      |                         |                                       |                                                                          |
| FN MINIMI                      |            | Belgie               | lehký kulomet           |                                       |                                                                          |
| Daewoo K3                      |            | Jižní Korea          | lehký kulomet           |                                       | standardní kulomet                                                       |
| M60                            |            | USA                  | univerzální kulomet     |                                       | univerzální univerzální kulomet                                          |
| M240                           |            | USA                  | univerzální kulomet     |                                       |                                                                          |
| Arsenal MG                     |            | Bulharsko            | univerzální kulomet     |                                       | Bulharská verze sovětského kulometu PK pro náboj 7,62 × 51 mm NATO       |
| M2 Browning                    |            | USA                  | těžký kulomet           |                                       |                                                                          |
| M134 Minigun                   |            | USA                  | rotační kulomet         |                                       |                                                                          |
| Granátomety                    |            |                      |                         |                                       |                                                                          |
| M203                           |            | USA                  | podvěsný granátomet     |                                       |                                                                          |
| MGL                            |            | Jižní Afrika         | revolverový granátomet  | Rippel Effect XRGL40                  |                                                                          |
| Pancéřovky a bezzákluzová děla |            |                      |                         |                                       |                                                                          |
| RPG-7                          |            | Rusko Čína Bulharsko | pancéřovka              | RPG-7V Norinco Type 69 Arsenal ATGL-L |                                                                          |
| Armbrust                       |            | Německo              | pancéřovka              |                                       |                                                                          |
| M72                            |            | USA                  | pancéřovka              |                                       |                                                                          |
| M40                            |            | USA                  | bezzákluzové dělo       |                                       |                                                                          |
| Protitankové řízené střely     |            |                      |                         |                                       |                                                                          |
| BGM-71 TOW                     |            | USA                  | PTŘS                    |                                       |                                                                          |
| Minomety                       |            |                      |                         |                                       |                                                                          |
| Cardom                         |            | Izrael               | 120mm minomet           |                                       |                                                                          |
| M69                            |            | Srbsko               | 81mm minomet            |                                       | 100 kusů                                                                 |
| M29                            |            | USA                  | 60mm minomet            |                                       | 400 kusů                                                                 |

## Dělostřelectvo
| Zbraňový systém       | Fotografie            | Původ                 | Určení                      | Verze                 | Počet                 | Poznámky              |
| Dělostřelecké systémy | Dělostřelecké systémy | Dělostřelecké systémy | Dělostřelecké systémy       | Dělostřelecké systémy | Dělostřelecké systémy | Dělostřelecké systémy |
| --------------------- | --------------------- | --------------------- | --------------------------- | --------------------- | --------------------- | --------------------- |
| OTO Melara Mod 56     |                       | Itálie                | houfnice                    |                       | 100                   |                       |
| M101                  |                       | USA                   | houfnice                    | M101 M101/30          | 118 12                |                       |
| M102                  |                       | USA                   | houfnice                    |                       | 24                    |                       |
| M114                  |                       | USA                   | houfnice                    | M114A1                | 12                    |                       |
| SOLTAM M-71           |                       | Izrael                | houfnice                    |                       | 20                    |                       |
| ATMOS 2000            |                       | Izrael                | samohybná kanónová houfnice |                       | 12                    |                       |
| K136                  |                       | Jižní Korea           | salvový raketomet           |                       | 0 (+18)               |                       |

## Obrněná vozidla
| Vozidlo                               | Fotografie  | Původ              | Určení                  | Verze                  | Počet       | Poznámky                                                                            |
| Lehké tanky                           | Lehké tanky | Lehké tanky        | Lehké tanky             | Lehké tanky            | Lehké tanky | Lehké tanky                                                                         |
| ------------------------------------- | ----------- | ------------------ | ----------------------- | ---------------------- | ----------- | ----------------------------------------------------------------------------------- |
| FV101 Scorpion                        |             | Spojené království | lehký tank              |                        | 7           |                                                                                     |
| Sabrah                                |             | Španělsko Izrael   | lehký tank              |                        | 0 (+18)     |                                                                                     |
| Vozidla palebné podpory/stíhače tanků |             |                    |                         |                        |             |                                                                                     |
| Pandur II                             |             | Česko Izrael       | stíhač tanků            |                        | 0 (+10)     | Na výrobě Pandurů se budou podílet české firmy Excalibur Army a Czechoslovak Group. |
| M113 FSV                              |             | USA                | vozidlo palebné podpory | M113A2+ FSV M113A1 FSV | 14 4        | Vyzbrojeny 76mm kanónem.                                                            |
| Obrněné transportéry                  |             |                    |                         |                        |             |                                                                                     |
| M113                                  |             | USA                | obrněný transportér     |                        | 190         |                                                                                     |
| GKN Simba                             |             | Spojené království | obrněný transportér     |                        | 130         |                                                                                     |
| Cadillac Gage Commando 4×4            |             | USA                | obrněný transportér     | V-150 V-150S           | 130         |                                                                                     |
| ACV-15                                |             | Turecko            | obrněný transportér     |                        | 6           |                                                                                     |
| VBTP-MR Guarani                       |             | Brazílie           | obrněný transportér     |                        | 0 (+28)     |                                                                                     |
| Bojová vozidla pěchoty                |             |                    |                         |                        |             |                                                                                     |
| AIFV                                  |             | USA                | bojové vozidlo pěchoty  | AIFV-25 PIFV-12.7      | 38 13       |                                                                                     |
| M113 IFV                              |             | USA                | bojové vozidlo pěchoty  | M113A2+ IFV            | 4           |                                                                                     |
| Lehká obrněná vozidla                 |             |                    |                         |                        |             |                                                                                     |
| HMMWV                                 |             | USA                | lehké obrněné vozidlo   |                        | 300         |                                                                                     |
| Víceúčelová vozidla                   |             |                    |                         |                        |             |                                                                                     |
| KIA KM450                             |             | Jižní Korea        | víceúčelové vozidlo     |                        | 1200+       |                                                                                     |
| Toyota Hilux                          |             | Japonsko           | víceúčelové vozidlo     |                        | 725         |                                                                                     |

## Letadla
| Zbraňový systém | Fotografie | Původ     | Určení               | Verze     | Počet     | Poznámky  |
| Vrtulníky       | Vrtulníky  | Vrtulníky | Vrtulníky            | Vrtulníky | Vrtulníky | Vrtulníky |
| --------------- | ---------- | --------- | -------------------- | --------- | --------- | --------- |
| MBB Bo 105      |            | Německo   | víceúčelový vrtulník |           | 1         |           |
| Robinson R44    |            | USA       | cvičný vrtulník      |           | 2         |           |